# Büttgen
Büttgen ist eine Ortschaft am Niederrhein, die seit dem 1. Januar 1975 zur Stadt Kaarst in Nordrhein-Westfalen gehört. Bis zu dem Zusammenschluss mit der damaligen Gemeinde Kaarst zur Großgemeinde Kaarst bestand die Gemeinde Büttgen aus dem Kernort Büttgen sowie den Ortsteilen Vorst, Holzbüttgen und Driesch.
Büttgen gilt in der Ballungsrandzone zur Landeshauptstadt Düsseldorf als ein bevorzugter Wohnort mit guter Verkehrsanbindung, als Konsequenz dominiert Wohnbebauung aus frei stehenden Einfamilienhäusern.

## Geographie
Büttgen liegt am Rand der Krefelder Mittelterrasse zur Niederterrasse und weist eine Höhe von 40 bis 46 m über dem Meeresspiegel auf, wobei die Höhe von Nordost nach Südwest zunimmt. Parallel hierzu nimmt die Bodenqualität infolge eines abnehmenden Sandanteils von Nordost nach Südwest zu.
Der wesentliche Teil der geschlossenen Besiedlung liegt in einem Wasserschutzgebiet der Stufe IIIa, welches das Wasserwerk Büttgen-Driesch, den tiefsten Punkt im Gebiet der Gemeinde Büttgen in den Grenzen vor der Gemeindereform zum 1. Januar 1975, umgibt.
Büttgen liegt in der Erdbebenzone 1 (Skala von 0 = keine Erdbebengefahr bis 3 = hohe Erdbebengefahr).

## Klima
|                        | Jan  | Feb  | Mär | Apr  | Mai  | Jun  | Jul  | Aug  | Sep  | Okt  | Nov | Dez |   |      |
| Mittl. Temperatur (°C) | 1,9  | 2,6  | 6,0 | 9,5  | 13,6 | 16,5 | 18,2 | 18,0 | 15,3 | 10,7 | 6,2 | 3,1 | ⌀ | 10,2 |
| Mittl. Tagesmax. (°C)  | 4,5  | 5,6  | 9,8 | 14,3 | 18,9 | 21,8 | 23,3 | 23,1 | 20,1 | 14,6 | 8,9 | 5,5 | ⌀ | 14,2 |
| Mittl. Tagesmin. (°C)  | −0,6 | −0,3 | 2,3 | 4,7  | 8,3  | 11,3 | 13,2 | 13,0 | 10,5 | 6,8  | 3,6 | 0,7 | ⌀ | 6,2  |
|                        |      |      |     |      |      |      |      |      |      |      |     |     |   |      |
| Niederschlag (mm)      | 67   | 50   | 64  | 54   | 70   | 84   | 76   | 70   | 63   | 64   | 65  | 73  | Σ | 800  |

| −0,6 |

| −0,3 |

| 2,3 |

| 4,7 |

| 8,3 |

| 11,3 |

| 13,2 |

| 13,0 |

| 10,5 |

| 6,8 |

| 3,6 |

| 0,7 |

| −0,6 |

| −0,3 |

| 2,3 |

| 4,7 |

| 8,3 |

| 11,3 |

| 13,2 |

| 13,0 |

| 10,5 |

| 6,8 |

| 3,6 |

| 0,7 |

| N i e d e r s c h l a g | 67  | 50  | 64  | 54  | 70  | 84  | 76  | 70  | 63  | 64  | 65  | 73  |
|                         | Jan | Feb | Mär | Apr | Mai | Jun | Jul | Aug | Sep | Okt | Nov | Dez |

## Geschichte

### Frühe Zeit und Mittelalter
Das Gebiet von Büttgen war bereits in der Jungsteinzeit besiedelt, was durch verschiedene Funde u. a. ein gelochter Steinhammer aus Nephrit sowie verschiedene Pfeilspitzen und Beilklingen belegt ist. Bislang belegen keine Funde eine Besiedlung zur Römerzeit, jedoch ist eine solche wahrscheinlich, da Büttgen nahe an der Römerstraße von Neuss über Mönchengladbach nach Roermond lag, der Alten Heerstraße, die nördlich von Büttgen verlief.
Im 8. Jahrhundert wurde das damalige Dorf Büttgen erstmals als Budica im Schrifttum erwähnt. In der Vita Sankti Ludgeri, einer aus dem Jahr 793 stammenden Beschreibung des Lebens des Heiligen Liudger, des ersten Bischofs des Bistums Münster, wird berichtet, dass dieser von Budica aus den (nahe Budica liegenden) Wald Hamarithi durchwandert hat. Budecho hieß der Ort im Jahre 1027. 1220 wurde Büttgen dann unter dem Namen Buydka erwähnt. Noch im Mittelalter war der Ort von zahlreichen Wäldern umgeben, wie die Namen der Nachbarorte Vorst und Holzbüttgen verraten.
Nachdem es in Büttgen bereits im 9. Jahrhundert eine Kirche gab, wurde Mitte des 12. Jahrhunderts (vermutlich 1166) an der gleichen Stelle mit dem Bau eines großen Kirchenbauwerks begonnen: St. Aldegundis. Der heute noch stehende Turm der Kirche wurde 1225–1250 errichtet. Um 1300 wurde St. Aldegundis zur Pfarrkirche erhoben.
Im Jahre 1415 (offizielles Gründungsdatum, die Gründung erfolgte möglicherweise auch früher) wurde die St.-Sebastianus-Bruderschaft Büttgen gegründet; die erste schriftliche Erwähnung des Büttgener Schützenfestes als Büttgen Bruderkirmes datiert auf das Jahr 1529. Die ältesten erhaltenen Königssilberplaketten stammen aus den Jahren 1631, 1633 und 1655, das älteste noch erhaltene Bruderschaftsbuch stammt aus dem Jahr 1742.
In der Kölner Stiftsfehde (1474–1475, auch burgundischer Krieg oder Neusser Krieg genannt) wurde Büttgen geplündert und zerstört.
In einer aus dem Jahr 1563 stammenden Karte des bedeutenden Kartographen Christian Sgrooten ist Büttgen als Boetge eingezeichnet.

### Neuzeit
1591 wurde auf dem Streithover Hof, einem zu den bereits 1280 urkundlich erwähnten Weilerhöfen gehörender Bauernhof ca. 1 km westlich von Büttgen, als ältester Sohn einer Bauernfamilie Jan von Werth geboren. Er gilt als einer der berühmtesten deutschen Reitergeneräle im Dreißigjährigen Krieg und wies zu seiner Zeit als Kriegsheld eine große Popularität im Volk auf. Obwohl er die meiste Zeit seines Lebens außerhalb von Büttgen weilte und seinen Lebensabend bis zu seinem Tod am 12. September 1652 auf seinem Schloss in Benatek (Böhmen) verbrachte, blieb er Büttgen verbunden und bedachte in seinem Testament ausdrücklich die Armen in Büttgen mit einem Teil seines Vermögens.
1756 wurde in Büttgen die Braunsmühle errichtet, die bis heute erhalten ist und besichtigt werden kann.
Bis zur französischen Besatzung im Herbst 1794 gehörte das Kirchspiel Büttgen zum Amt Hülchrath im Kurfürstentum Köln. 1794 entstand unter französischer Verwaltung die Mairie Büttgen im Département de la Roer. Nach dem Abzug der französischen Besatzer wurde aus der Mairie Büttgen die Bürgermeisterei Büttgen, die 1815 Teil des Kreises Neuß im Königreich Preußen wurde. Die nördliche Grenze der Bürgermeisterei bildete der unter Kaiser Napoléon errichtete Nordkanal. Zu der Bürgermeisterei Büttgen gehörten folgende Ortschaften: Büttgen, Driesch, Vorst, Holzbüttgen und Büttgerwald sowie eine Vielzahl Bauerschaften und Höfe (z. B. Buscherhöfe, Mühlenhof, Weilerhöfe).
Am 16. Dezember 1852 fuhr der erste Zug durch Büttgen, das jedoch zu diesem Zeitpunkt noch nicht über einen Bahnhof verfügte. Aus Kostengründen waren zunächst keine Bahnhöfe in den Ortschaften Büttgen und Korschenbroich errichtet worden, sondern stattdessen befand sich der nächste Bahnhof in dem genau in der Mitte zwischen beiden Orten gelegenen deutlich kleineren Dorf Kleinenbroich.
1856 gab es in Büttgen 47 Wege, von denen 4 befestigt waren.
Am 1. August 1867 wurde der von der Aachen-Düsseldorf-Ruhrorter Eisenbahn-Gesellschaft errichtete Bahnhof Büttgen an der Bahnstrecke zwischen Düsseldorf und Mönchengladbach eröffnet.
1873 nahm in Büttgen die erste Postagentur ihren Betrieb auf.
Im Jahr 1897 wurde auf Betreiben des damaligen Bürgermeisters Robert Grootens die Sparkasse Büttgen gegründet, die nach dem Zusammenschluss der Gemeinden Büttgen und Kaarst in Stadtsparkasse Kaarst-Büttgen mit Sitz in Büttgen umfirmierte und 2006 in der Sparkasse Neuss aufging.
1907 fand in Büttgen am Rosenmontag der erste Karnevals-Umzug statt.
Nachdem ab dem 22. September 1907 zunächst in gemieteten Räumen ein vom Orden der Barmherzigen Schwestern betriebenes Schwesternheim bestanden hatte, welches ab dem 13. August 1911 (Tag der Einweihung) in einen hierfür errichteten Neubau umgezogen war, wurde das Schwesternheim ab dem 13. Juli 1925 in ein Krankenhaus mit 30 Betten umgewandelt, das bis zur Schließung der letzten Abteilung (HNO) im Jahr 1974 Bestand hatte.
Im Jahr 1926 wurde in Büttgen erstmals eine dauerhafte Fußball-Sportanlage errichtet, die seit dem 15. Juli 2004 zur Ehrung des ehemaligen Vereinsvorsitzenden des VfR Büttgen (1959–1979), ehemaligen stellvertretenden Bürgermeisters (1964–1969) und Bundesverdienstkreuzträgers (1974) Hermann Dropmann (1908–2004) Hermann-Dropmann-Bezirkssportanlage heißt.
Ab 1929 gehörte die Gemeinde Büttgen zum Landkreis Grevenbroich-Neuß. 1936 wurden die Gemeinden Kaarst und Büttgen erstmals zu einer Verwaltungseinheit zusammengefasst, deren Amtsverwaltung in das mit 4400 Einwohnern größere Büttgen verlegt wurde. Kaarst hatte damals erst 2600 Einwohner.
Während Vorst und Holzbüttgen im Zweiten Weltkrieg in erheblichem Umfang beschädigt wurden überstand die Kerngemeinde Büttgen den Zweiten Weltkrieg, der in Büttgen am 1. März 1945 mit dem Einmarsch amerikanischer Truppen endete, weitgehend unversehrt. Schäden entstanden im Wesentlichen durch verirrte, auf die benachbarten Großstädte gerichtete Fliegerbomben. Der erste Bombenschaden in Büttgen datiert auf die Nacht vom 11. auf den 12. Juli 1941.
Vom 3. März 1945 bis zum 21. März 1945 war das Rathaus von Büttgen Hauptquartier der 83. US-Infanteriedivision und ein Gehöft in Büttgen Residenzsitz des Befehlshabers Generalmajor Robert Chaunsey Macon (1890–1980).
In den Jahren 1959 (Grundsteinlegung am 20. September 1959) und 1960 (Einweihung am 24. und 25. September 1960) wurde unmittelbar neben der alten St. Aldegundis Pfarrkirche die neue St. Aldegundis Pfarrkirche errichtet, welche bereits 1975/1976 erweitert werden musste.
Nach dem Abbruch des alten Rathauses (1964) wurde von 1967 (Grundsteinlegung am 23. Januar 1968) bis Anfang 1970 das neue Rathaus errichtet, welches 1972 mit dem Architekturpreis des Bund Deutscher Architekten (BDA) ausgezeichnet wurde.
Am 18. September 1971 wurde eine Gemeindepartnerschaft zwischen der Gemeinde Büttgen und der Gemeinde Lichtenvoorde (Provinz Gelderland / Niederlande) begründet, die nach der Vereinigung von Büttgen und Kaarst mit Wirkung zum 1. Januar 1982 durch die Stadt Kaarst beendet wurde. An diese Städtepartnerschaft erinnert eine Straße in Büttgen, die nach der Gemeinde Lichtenvoorde benannt ist.
Auf der Grundlage eines Erlasses des Kultusministeriums des Landes Nordrhein-Westfalen vom 24. Mai 1974 wurde die Errichtung des Gymnasiums Büttgen (1994 umbenannt in Georg-Büchner Gymnasium) genehmigt, das mit der Gemeinde Büttgen als Schulträger am 9. September 1974 mit 109 Schülern und Schülerinnen in drei Klassen den Schulbetrieb aufnahm.
Mit Wirkung vom 1. Januar 1975 wurde Büttgen durch das Düsseldorf-Gesetz mit der Gemeinde Kaarst vereinigt, die ab dem 1. Januar 1981 zur Stadt Kaarst wurde. Den Namen seines Bahnhofes behielt Büttgen auch nach der Eingemeindung (Büttgen statt Kaarst-Büttgen). Im Zuge der Gemeindereform durch das Düsseldorf-Gesetz wurden wesentliche zuvor zu Büttgen gehörende Teile des Büttger Waldes der Gemeinde Korschenbroich zugeordnet, gleichzeitig kamen die zuvor zu Korschenbroich gehörenden Teile der Weilerhöfe und Rottes zu Büttgen bzw. Kaarst. Zum Zeitpunkt der Vereinigung mit Kaarst gab es in Büttgen 230 Straßen, Wege und Plätze (Kaarst: 193).
Nachdem es über mehrere Jahrzehnte keine Karnevalsumzüge in Büttgen gegeben hatte, fand am 1. März 1967 (Rosenmontag) in Büttgen erstmals wieder ein Karnevalsumzug statt, veranstaltet durch die Büttgener Karnevals Gesellschaft 5 Aape 1975 (heute: BKG 5 Aape Büttgen e. V.). Mit Ausnahme von 1990 (Unwetter), 1991 (Golfkrieg) und 2016 (Sturmwarnung) findet der Karnevalsumzug seither jährlich statt.
Im Jahr 1986 wurde von der damaligen Stadtsparkasse Kaarst-Büttgen mit Sitz in Büttgen anlässlich des 90-jährigen Bestehens der Sparkasse die Sparkassenstiftung Kaarst-Büttgen als selbständige Stiftung bürgerlichen Rechts gegründet. Ferner schenkte die Stadtsparkasse Kaarst-Büttgen zur Feier ihres 90-jährigen Bestehens der Stadt Kaarst die Büttgener Brunnenlandschaft – die Übergabe erfolgte jedoch erst nach Fertigstellung im Folgejahr 1987. Mit Wirkung zum 1. Januar 2006 ging die Stadtsparkasse Kaarst-Büttgen im Rahmen einer Fusion im Sparkassenzweckverband des Rhein-Kreises Neuss, der Stadt Neuss, der Stadt Korschenbroich und der Stadt Kaarst auf, der im Geschäftsverkehr die Kurzbezeichnung Sparkasse Neuss führt. Seither ist die Stadt Kaarst an der Sparkasse Neuss mit 9,74 % beteiligt.
Die St. Sebastianus Schützenbruderschaft Büttgen e. V. richtete 1995 in Büttgen den Bundesköniginnentag aus.
Vom 18. bis 20. September 2015 war Büttgen Austragungsort des Bundesschützenfestes des Bund der Historischen Deutschen Schützenbruderschaften.

### Einwohnerentwicklung
Gemeinde Büttgen
- 1806: 01.541[48]
- 1871: 02.377[49]
- 1906: 03.069[50]
- 1939: 04.743[51]
- 29. Oktober 1946: 05.643[52]
- 1950: 06.268[53]
- 06. Juni 1961: 07.548
- 30. Juni 1964: 08.403
- I27. Mai 1970: 10.457
- 30. Juni 1974: 14.380

Ortsteil Büttgen
- Juni 2006: 6.408
- Oktober 2010: 6.276
- 30. Juni 2013: 6.394

(Daten ab 1975 jeweils ohne die bis 31. Dezember 1974 zu der bis dahin selbständigen Gemeinde Büttgen gehörenden Ortschaften Holzbüttgen, Vorst und Driesch)

## Politik

### Wappen
Das Wappen der Gemeinde Büttgen zeigt die Reiterfigur „Jan van Werth“ und das schwarze Balkenkreuz, welches die ursprüngliche landespolitische Zugehörigkeit zur Landesherrschaft Köln darstellt.
Es galt bis zur kommunalen Neugliederung im Jahre 1975.

### Rathaus
Bis zum Zusammenschluss der Gemeinden Büttgen und Kaarst zur Großgemeinde Kaarst (seit 1981 Stadt Kaarst) am 1. Januar 1975 hatte die Verwaltung der Gemeinde Büttgen ihren Sitz in einem am 25. Oktober 1969 (Tag der Einweihungsfeier) fertiggestellten und mit einem Kostenaufwand von 1,571 Mio. DM errichteten Rathaus in der Gemeindemitte, welches 1972 mit dem Architekturpreis des Bundes Deutscher Architekten ausgezeichnet wurde. Heute beherbergt das Gebäude die technischen Bereiche und damit verbunden eines der drei Dezernate der Stadtverwaltung von Kaarst. Nachdem seit dem Zusammenschluss der Gemeinden Büttgen und Kaarst sowohl im ehemaligen Büttgener Rathaus wie auch im 1994 errichteten Rathaus in Kaarst eine Meldestelle untergebracht war, wurde die Meldestelle in Büttgen im Zuge der Corona-Pandemie geschlossen und nachfolgend nicht wieder geöffnet.

### Bürgermeister der Gemeinde Büttgen
- 1808–1814: Johann Heinrich Viehof
- 1814–1821: Franz Aloys Heusgen
- 1821–1824: Franz Anton zur Hoven
- 1824–1851: Wilhelm Chârot (zugleich Bürgermeister der Gemeinden Glehn (1824–1861) und Liedberg (1852–1860))
- 1851–1860: Friedrich Heusgen
- 1860–1894: Emil Mardersteck (erster hauptamtlicher Bürgermeister von Büttgen)
- 1894–1931: Robert Grootens
- 1931–1945: Wilhelm Haas (nachfolgend 1948–1962 Gemeindedirektor von Büttgen)
- 1945: Johann Arnds (eingesetzt durch die US-amerikanische Besatzungsarmee)
- 1946: Anton Etti
- 1945–1946: Paul Reuber
- 1946–1950: Josef Josten
- 1950–1951: Bernhard Eggert
- 1951–1961: Theodor Bausch (CDU)
- 1961–1974: Eduard Klüber (CDU)

Von 1933 bis 1936 war der Bürgermeister der Gemeinde Büttgen auch stellvertretend bzw. kommissarisch für die Gemeinde Kaarst zuständig. Von 1936 bis 1947 war er Amtsbürgermeister des Amtes Büttgen, das aus den Gemeinden Bütten und Kaarst gebildet wurde. 1947 wurde das Amt Büttgen auf Bestreben der Gemeinde Kaarst aufgelöst.
Im Zuge des Zusammenschlusses der Gemeinden Büttgen und Kaarst zur Großgemeinde Kaarst am 1. Januar 1975 endete die Amtszeit von Eduard Klüber. Der Gemeindedirektor von Büttgen, Arnold Möllmann, wurde Gemeindedirektor der Großgemeinde Kaarst, während der Bürgermeister von Kaarst, Heinz Klever (CDU), Bürgermeister der Großgemeinde Kaarst wurde.

### Wahl zum Stadtrat der Stadt Kaarst am 25. Mai 2014
Bei der Wahl des Stadtrates der Stadt Kaarst am 25. Mai 2014 fielen wie bei der vorherigen Ratswahl am 30. August 2009 sämtliche Büttgener Wahlkreise an die CDU, die in Büttgen einen eigenen Ortsverband hat, der gemeinsam mit dem Ortsverband Kaarst den CDU-Stadtverband Kaarst bildet. Während die CDU auf der Ebene der Stadt Kaarst insgesamt 3,01 % Stimmanteil einbüßte und auf 44,31 % der Stimmen kam, fielen die Stimmverluste in Büttgen bei Werten von −0,79 % (Wahlbezirk Jan-van-Werth-Straße/Glehner Straße) bis −14,88 % (Wahlbezirk Vom-Stein-Straße/Römerstraße) insgesamt größer aus.

### Wahl zum Stadtrat der Stadt Kaarst am 13. September 2020
Bei der Wahl des Stadtrates der Stadt Kaarst am 13. September 2020 fiel der Wahlkreis im Büttgener Nordosten an die FDP, die beiden Wahlkreise im Westen von Büttgen gingen an die Grünen und allein der Wahlkreis im Büttgener Süden wurde wie bei den vorangegangenen Wahlen von der CDU gewonnen. Auf der Ebene der Stadt Kaarst blieb die CDU zwar stärkste Partei, verlor jedoch bei einem Wahlergebnis von 36,04 % fast jede fünfte Stimme, wohingegen die Grünen als zweitstärkste Partei auf 24,48 % (+ 10,48 %) der Stimmen kamen. Im Stadtrat der Stadt Kaarst regiert seit der Wahl 2020 eine Koalition aus CDU und Grünen. Die Bürgermeister-Stichwahl in Kaarst am 27. September 2020 gewann die in Büttgen wohnende Ursula Baum (* 1967 in Hanau), die zuvor auch mit 31,79 % den Wahlbezirk an ihrem Wohnort für die FDP gewonnen hatte. Die Amtszeit als Bürgermeisterin begann am 1. November 2020.

## Verkehr

### Öffentlicher Personennahverkehr
Büttgen liegt im Gebiet des Verkehrsverbund Rhein-Ruhr. Der Bahnhof Büttgen liegt an der Bahnstrecke Mönchengladbach–Düsseldorf und ist durch die Linie S8 (Endpunkte: Hagen Hbf und Mönchengladbach Hbf) der Deutschen Bahn an das S-Bahn-Netz Rhein-Ruhr angeschlossen. Außerdem fahren durch Büttgen die Buslinien 860, 8601 und 866. Der nächste ICE-Bahnhof ist Neuss Hbf.
Linienangebot:
- S 8 (S-Bahn Rhein-Ruhr): Hagen Hbf – Mönchengladbach Hbf: Hagen – Schwelm – Wuppertal – Düsseldorf – Neuss – Mönchengladbach
- 860 (Stadtbus): Kaarst-Büttgen: Kaarst – Holzbüttgen – Vorst – Driesch – Büttgen
- 861 (Taxibus): Kaarst-Holzbüttgen: Kaarst – Holzbüttgen
- 8601 (Taxibus): Kaarst-Büttgen: Kaarst – Holzbüttgen – Vorst – Driesch – Büttgen

### Autobahn
Die nächste Bundesautobahn ist die Autobahn A57. Die dortige Abfahrt Büttgen befindet sich jedoch bereits ca. 1 km von der Stadtgrenze entfernt im Gebiet der Stadt Neuss.

### Flughafen
Die nächstgelegenen internationalen Flughäfen sind der Flughafen Düsseldorf (23 km), der Flughafen Köln/Bonn (65 km) und der Flughafen Niederrhein (75 km). Der Verkehrslandeplatz Mönchengladbach, welcher keinen Linienflugverkehr bietet, liegt 10 km entfernt.

## Wirtschaft
Die Statistik der Stadt Kaarst weist 150 in Büttgen ansässige Unternehmungen aus.
Größter Arbeitgeber in Büttgen ist mit rd. 540 Mitarbeitern die deutsche Service- und Vertriebszentrale des US-amerikanischen Maschinenbauunternehmens Parker-Hannifin.
Nachdem die Herstellung von Sauerkraut zeitweilig in Büttgen eine große wirtschaftliche Bedeutung hatte und hierbei insbesondere die am 25. März 1898 gegründete Büttgener Sauerkrautfabrik überregionale Bedeutung aufwies, nahm die Bedeutung der Sauerkrautherstellung in Büttgen und damit verbunden die Häufigkeit des Anbaus von Weißkohl auf den Büttgen umliegenden Feldern gegen Ende des 20. Jahrhunderts deutlich ab, so dass 2017 nur noch in geringem Umfang in Büttgen Sauerkraut hergestellt wurde.
In Büttgen ist mit dem 1827 gegründeten Küppers Büttgen Baustoffe und Landwarenhandel das älteste mit Hauptsitz in Kaarst gemeldete und noch existierende Unternehmen ansässig.
Büttgen verfügt über eine eigene Vermittlungsstelle der Deutsche Telekom AG, die als Knoten für das in Büttgen bis in die Randbereiche hinein flächendeckend ausgebaute VDSL2-Netz der Deutschen Telekom AG dient. Ferner wurde in Büttgen flächendeckend durch die Deutsche Glasfaser GmbH ein Glasfasernetz installiert. Im Zentrum von Büttgen besteht ein kostenfrei zugängliches öffentliches WLAN-Netz.
Ein Fernwärmenetz ist in Büttgen nicht vorhanden.
Die Kaufkraft pro Einwohner betrug 2021 in Kaarst € 29.021, was 118,7 % des Bundesdurchschnitts entspricht.
Der Gewerbesteuerhebesatz liegt in der Stadt Kaarst und damit auch in Büttgen mit 439 % (bis 2019: 444 %) deutlich über dem Bundesdurchschnitt von 399 % (2015). Bei den Gebühren für Abfallentsorgung und Abwasser gehört die Stadt Kaarst und damit auch Büttgen zu den preisgünstigsten Orten in Nordrhein-Westfalen.
Der Grundsteuerhebesatz (Stand 2022) liegt für land- und forstwirtschaftliche Flächen (Grundsteuer A) mit 243 % unter und für alle übrigen Flächen mit 504 % (bis 2021: 440 %) über dem Bundesdurchschnitt (Stand 2014) von 320 % (Grundsteuer A) bzw. 441 % (Grundsteuer B).

## Religiöse Gemeinschaften
Die Römisch-Katholische Pfarrgemeinde St. Aldegundis Büttgen gehört zum Dekanat Neuss/Kaarst im Erzbistum Köln und bildet zusammen mit drei anderen Pfarrgemeinden den Seelsorgebereich Kaarst/Büttgen.
Nach dem am 1. Januar 2011 wirksam gewordenen Zusammenschluss der evangelischen Kirchengemeinden von Kaarst, Holzbüttgen und Büttgen gehört die Johanneskirche in Büttgen zur Evangelischen Kirchengemeinde in Kaarst.

## Kultur und Freizeit

### Sehenswürdigkeiten

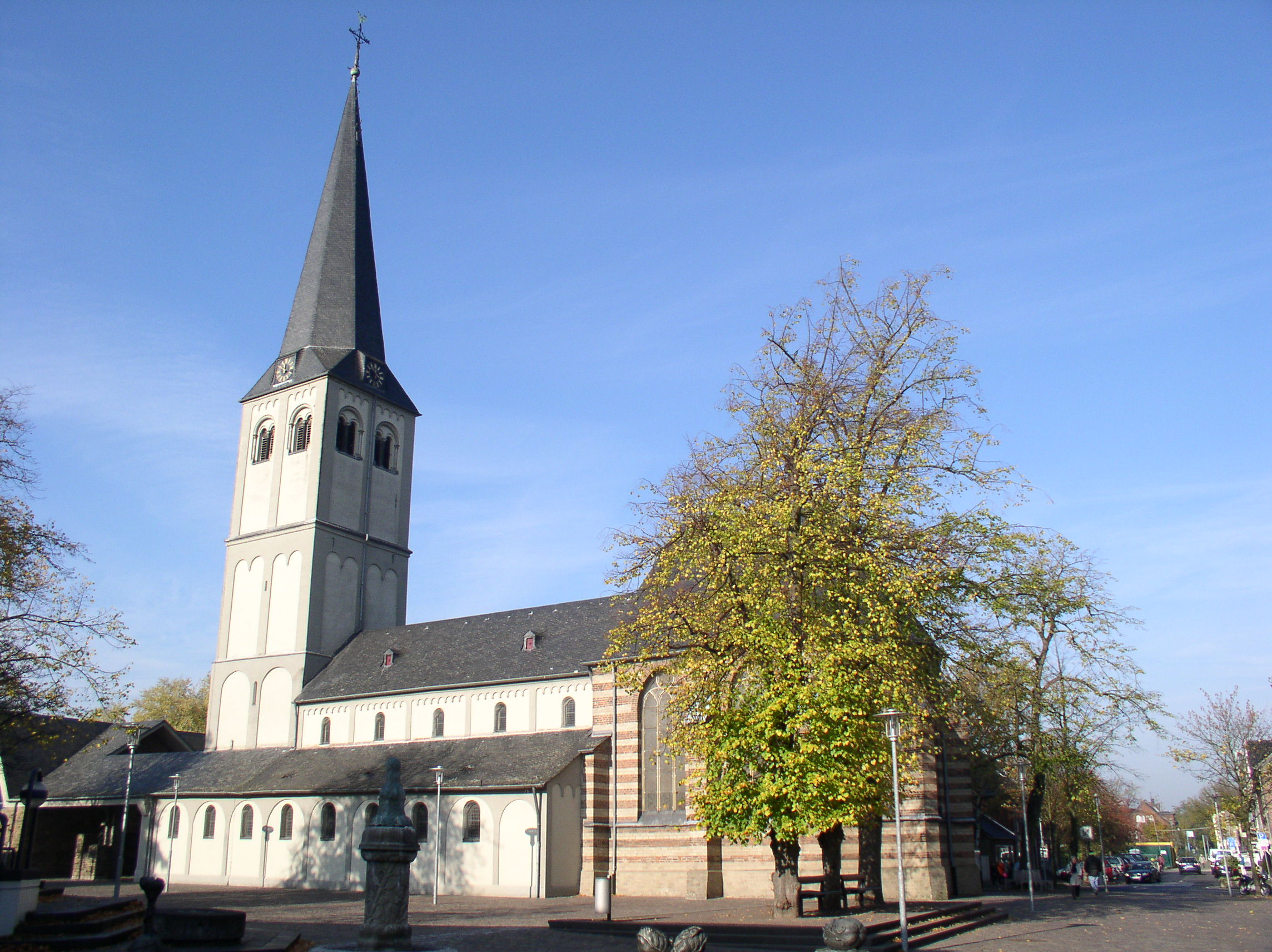
Kirche St. Aldegundis

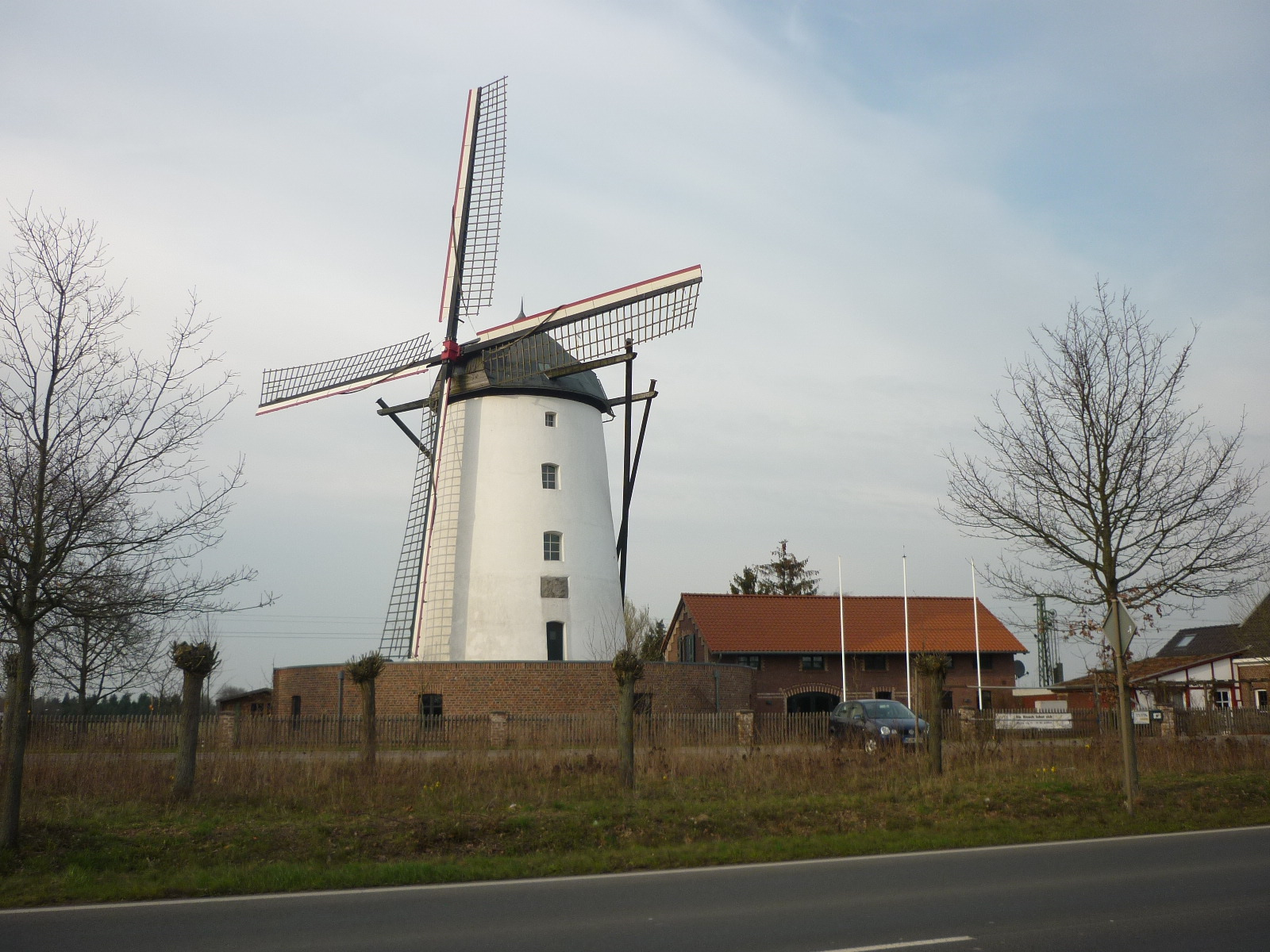
Braunsmühle

- die romanische Kirche St. Aldegundis
- die BraunsMühle (eine 1756 errichtete, vollständig restaurierte historische Windmühle holländischer Bauart)[70]
- Sportforum Kaarst-Büttgen (Sporthalle mit Holz-Radrennbahn und ca. 2.500 Sitzplätzen)
- Brunnenlandschaft am Büttgener Rathausplatz (am 5. September 1987 von der damaligen Stadtsparkasse Kaarst-Büttgen (ab 1. Januar 2006 mit der Sparkasse Neuss fusioniert) gestiftet, gestaltet von dem chinesischen Künstler Hon Sang Tong und dem Bildhauer Georg Ahrend, im Sommer 2013 mit Sponsorenmitteln durch den 2012 gegründeten Förderverein Büttgener Brunnenlandschaft e.V grundlegend saniert)[71][72]
- Kriegerdenkmal am Luisenplatz in Form eines dreiflügeligen Triptychons in Mosaik-Technik, errichtet in Erinnerung an die Gefallenen im Ersten Weltkrieg im Zeitraum 1932–1934 durch den Büttgener Künstler Paul Loskill (1899–1988) und den Düsseldorfer Künstler Will Hall, eingeweiht am 11. November 1934[73][74], restauriert 1983 und 2019.[75]

### Veranstaltungen
- Karnevalsumzug am Rosenmontag
- Internationales Bahnradrennen „Spurt in den Mai“ jeweils am 30. April in der Radsporthalle Sportforum Büttgen[76]
- Straßenradrennen „City & Bike“ am 1. Mai in Kaarst-Büttgen
- Feier anlässlich des Deutschen Mühlentages am Pfingstmontag in der Braunsmühle
- Heimat-, Volks- und Schützenfest der Bruderschaften mit rd. 750 Schützen[77] jeweils am letzten Juni-Wochenende, veranstaltet von der St. Sebastianus Schützenbruderschaft Büttgen gegr. 1415 e. V.
- Drehorgelfest
- Feier anlässlich des Tag des offenen Denkmals jeweils am zweiten Sonntag im September in der Braunsmühle
- Pfarrfest der katholischen Kirchengemeinde St. Aldegundis (üblicherweise im September)
- Spekulatiusmarkt (jeweils am 2. Adventswochenende: Weihnachtsmarkt mit verkaufsoffenem Sonntag)
- Maimarkt
- Brunnenfest (seit 2013 jeweils im Juni, mit Konzert)[78]
- Oktoberfest, veranstaltet von der St. Sebastianus Schützenbruderschaft Büttgen gegr. 1415 e. V.
- Kaarst Autal – Autoshow im Rahmen des Maimarktes[79]
- Wochenmarkt jeden Mittwoch und Samstag
- St.-Martins-Umzug, jährlich am 11. November, organisiert vom Martinsverein Büttgen e. V.[80]
- Segro International – internationales Damen- und Herrentennis-Turnier im Tespo Sportzentrum Büttgen, seit 2005 jährlich jeweils Ende Januar, zuletzt mit 25.000 US-Dollar Preisgeld und summiert mehr als 200 ATP- bzw. WTA Weltranglistenpunkten[81]
- Gay German Open – internationales Tennisturnier der Gay and Lesbian Tennis Alliance im Tespo Sportzentrum Büttgen – seit 2016 jährlich Anfang Januar – ohne Preisgeld mit Punkten für die GLTA World Tour Rangliste

Seit März 1976 wird jeweils am Rosenmontag von der Büttgener Karnevalsgesellschaft B.K.G 5 Aape Büttgen 1975 e. V. ein Rosenmontagszug organisiert. Es handelt sich um den einzigen Rosenmontagszug im Stadtgebiet von Kaarst. Als Besonderheit konzentriert sich der Zugweg in Büttgen auf ein vergleichsweise kleines Gebiet, so dass es ohne größeren Aufwand möglich ist, den Zug nacheinander an mehreren Stellen zu verfolgen. Rosenmontagszüge gab es in Büttgen bereits ab dem Jahr 1907, jedoch endete diese Tradition mit dem Ersten Weltkrieg.

### Sport
In Büttgen befinden sich ein städtisches Hallenbad, eine Minigolfanlage (Miniaturgolf-Verein HMC Büttgen), eine Radsporthalle mit Tribünen (Sportforum Büttgen, Landesleistungsstützpunkt des Radsportverbandes Nordrhein-Westfalen), drei Sporthallen (Aldegundis-Sporthalle, Gymnastikhalle neben der Radsporthalle, Schul-Sporthalle der Grundschule Budica), eine Tennisanlage (Tennisclub Grün-Weiss Büttgen im VfR Büttgen 1912 e.V, 5 Ascheplätze), ein von der Scheibenschützen Gesellschaft Büttgen 1950 e. V. genutzter Schießstand für Luftdruckwaffen (in der Aldegundis-Sporthalle), ein privates Sportzentrum (tespo Sportpark & Hotel Büttgen: Hotel mit einer Tennishalle mit 3 Teppich-Veloursplätzen und 9 Granulatplätzen, 6 Squash-Feldern und 12 Badminton-Feldern), eine private Kampfsportschule und ein städtischer Sport-/Fußballplatz (Hermann-Dropmann Bezirkssportanlage Büttgen, seit August 2015 Ausstattung mit einem Kunstrasenplatz), auf dem der Verein für Rasensport (VfR) Büttgen 1912 e. V. seine Fußball-Meisterschaftsspiele austrägt. Das städtische Hallenbad in Büttgen wurde am 27. Mai 1972 eingeweiht und in den Jahren 2009 bis 2011 teilsaniert. Es verfügt über ein 10 × 25 m großes Sportbecken mit 4 Bahnen zu je 25 m, ein Lehrbecken und ein Kleinkinderspielbecken, hat ein eigenes, auch die benachbarte Feuerwache versorgendes Blockheizkraftwerk und dient als Übungsstätte für den ca. 350 Mitglieder starken Verein für Schwimmsport Büttgen 1972 e. V. (VfS Büttgen).
Das Sportforum Kaarst-Büttgen, bei dem sich das Grundstück im Eigentum der kath. Kirchengemeinde und die aufstehenden Gebäude einschließlich des angeschlossenen Hotel- und Gastronomiekomplexes in städtischem Eigentum befinden, ist mit rund 6215 m², verteilt auf die Haupthalle und eine Gymnastikhalle, die zweitgrößte überdachte Sporthalle im Rhein-Kreis Neuss. Die Radrennbahn wurde in den Jahren 1970–1972 zunächst noch ohne Überdachung errichtet. 1977/78 folgte die Überdachung, während der Innenausbau 1980 abgeschlossen wurde. Die Tribünen der Haupthalle, deren Radrennbahn mit Holzboden sowohl internationalen als auch olympischen Maßanforderungen im Bahnradsport entspricht und häufig internationalen Nationalmannschaften als Trainingszentrum dient, bieten ca. 1600 Sitzplätze. Vom 4. – 7. Juli 2002 fanden im Sportforum Büttgen die Deutschen Bahnradsport-Meisterschaften statt. Kurz darauf folgend war das Sportforum Büttgen vom 17. – 21. Juli 2002 Austragungsort der Bahnradsport-Europa-Meisterschaften. Neben dem Sportforum Büttgen gibt es in Deutschland nur noch zwei weitere überdachte Radrennbahnen mit einem Holzboden.
Der private tespo Sportpark ist Leistungsstützpunkt des Badminton Landesverbandes Nordrhein-Westfalen sowie der deutschen Badminton-Nationalmannschaft der Gehörlosen. Die Tennishalle im tespo Sportpark ist offizieller Trainingsstützpunkt des Tennis-Bundesligisten TC Blau-Weiss Neuss.
Größter Sportverein in Büttgen ist der ursprünglich als Fußballverein gegründete Verein für Rasensport (VfR) Büttgen 1912 e. V., der im August 2013 in 8 Abteilungen ca. 1800 Mitglieder aufwies.
Der im Jahr 1990 aus einer Fusion des ursprünglich in Neuss ansässigen HMC Holzheim mit dem 1. MGC Kaarst-Büttgen 1977 e. V. hervorgegangene Miniaturgolfverein HMC Büttgen hat im August 2014 die deutsche Meisterschaft im Miniaturgolf ausgerichtet. Sowohl die 1. Mannschaft des HMC Büttgen als auch die Damenmannschaft des HMC Büttgen spielen in der Regionalliga West und damit in der dritt- bzw. zweithöchsten deutschen Spielklasse.
Von 1980 bis 2009 wurde jährlich in Büttgen der Große Preis von Büttgen, ein internationaler Wettbewerb im Bahnradsport, ausgetragen.
Die zweite Etappe der Tour de France 2017 führte am 2. Juli 2017 durch Büttgen.
Die DLRG verfügt in Büttgen über einen Standort.

### Kindertagesstätten
In Büttgen gibt es drei Kindertagesstätten, zwei weitere Kindertagesstätten befinden sich auf Grund eines deutlich unter dem Bedarf liegenden Angebotes an Plätzen in Kindertagesstätten in Planung:
Katholische Kindertageseinrichtung Sankt Aldegundis: Diese Kindertagesstätte verfügt über vier Gruppen und befindet sich in der Trägerschaft des katholischen Kirchengemeindeverbandes Kaarst-Büttgen.
Evangelischer Johanneskindergarten Kölner Straße: In den Räumen dieser Kindertagesstätte wurde zunächst ein Kindergarten von der evangelischen Kirchengemeinde betrieben, welche die Trägerschaft 2005 an die Stadt Kaarst abgab. Das Gebäude verblieb im Eigentum der evangelischen Kirchengemeinde. Im Rahmen der notwendigen baulichen Maßnahmen im Rahmen des U3-Ausbaus zog die Kindertagesstätte 2013 in einen Neubau an der Lichtenvoorder Straße um. Die Stadt Kaarst nutzte fortan die Gebäude als Domizil für einen städtischen Kindergarten aus Kaarst, dessen Räumlichkeiten umfassend renoviert und modernisiert werden. Im Zuge steigender Kinderzahlen in Büttgen wurde im Dezember 2013 entschieden, die Nutzung als Kindertageseinrichtung auch nach der Fertigstellung der Baumaßnahmen in Kaarst fortbestehen zu lassen und somit in Büttgen eine dritte Kindertagesstätte einzurichten. Die Trägerschaft für den zunächst dreizügigen Kindergarten hatte ab dem Kindergartenjahr 2015/2016 für zwei Züge die evangelische Diakonie Kaarst-Büttgen-Holzbüttgen, während die Trägerschaft für den dritten Kindergartenzug bei der Stadt Kaarst verblieb. Seit dem 1. August 2018 liegt die Trägerschaft der nun Johanneskindergarten benannten und vierzügig betriebenen Kindertagesstätte bei der ev. Jugendhilfe Neuss-Süd gGmbH, wobei der finanzielle Trägeranteil für zwei Züge von der Stadt Kaarst getragen wird. Im Frühjahr 2021 ist der Umzug des Johanneskindergartens unter Fortbestand der Trägerschaft bei gleichzeitiger Erweiterung auf sechs Züge in einen mit Baukosten von 4,5 Mio. Euro geplanten Neubau an der Birkhofstraße vorgesehen.
Städtische integrative Kindertageseinrichtung Lichtenvoorder Straße: Zwischen März 2012 und August 2013 wurde neben der Grundschule an der Lichtenvoorder Straße ein Neubau für die ursprünglich an der Kölner Straße beheimatete dreizügige städtische Kindertagesstätte geschaffen. Im Januar 2020 erhielt die Kindertagesstätte von der Stiftung Haus der kleinen Forscher die Zertifizierung als Haus der kleinen Forscher.

### Schulen
In Büttgen gibt es jeweils eine Grund- und eine Gesamtschule. Die Grundschule an der Römerstraße, welche organisatorisch bereits mit Wirkung ab dem 1. August 2009 mit der Grundschule an der Lichtenvoorder Straße vereinigt worden war, wurde im Herbst 2011 geschlossen und nachfolgend abgerissen. Im Gegenzug wurde der ursprünglich 1977 errichtete Standort an der Lichtenvoorder Straße zum Schuljahr 2011/12 erheblich umgebaut und modernisiert. Weitere Ausbauten und Erweiterungen erfolgten 2017/2018 sowie 2019/2020. Weil die verbliebene Grundschule aus dem Zusammenschluss einer städtischen Gemeinschaftsgrundschule und einer katholischen Grundschule entstanden ist, lautet die offizielle Bezeichnung Gemeinschaftsgrundschule Büttgen mit Katholischem Teilstandort. wohingegen als Kurzbezeichnung Grundschule Budica in Anlehnung an den historischen Namen von Büttgen verwendet wird. Die Grundschule ist dreizügig, wovon ein Zug auf den katholischen Zweig entfällt.
Ursprünglich gab es eine Haupt- und eine Realschule an der Hubertusstraße. Der letzte Jahrgang der Gemeinschaftshauptschule Kaarst wechselte zum Schuljahr 2017/18 zur Gemeinschaftshauptschule Korschenbroich. Damit schloss nach 49 Jahren die letzte Hauptschule in Kaarst. Die in unmittelbarer Nachbarschaft bestehende Elisabeth-Selbert-Realschule vollendete das 50. Jubiläumsjahr mit der Entlassung des letzten 10. Jahrganges am 29. Juni 2018.
Die fünfzügige Emmy-Noether-Gesamtschule Kaarst (Name bis 31. Juli 2024: Städtische Gesamtschule Kaarst-Büttgen), die erstmals zum Schuljahr 2013/14 Schülerinnen und Schüler aufnahm, ist nunmehr auf dem Schulgelände an der Hubertusstraße in den Räumen der ehemaligen Realschule beheimatet. Ein Neubau der Gesamtschule im Norden von Büttgen auf einer bislang landwirtschaftlich genutzten Fläche in unmittelbarer Nähe zum Sportforum Büttgen (Radsporthalle) mit einem Investitionsvolumen von rund 50 Mio. Euro befindet sich in Planung. Am 16. Oktober 2023 ist die Gesamtschule zu ihrem neuen Standort am Risgeskirchweg gezogen zudem wechselte sie ihren Namen zu Emmy-Noether-Gesamtschule Kaarst am 1. August 2024.
Das 1974 in Büttgen errichtete und zu Beginn dreizügige Gymnasium Büttgen wurde im Rahmen einer Neuerrichtung des Schulgebäudes im Jahr 1979 nach Kaarst-Vorst verlegt. Vorst ist heute ein selbständiger Stadtteil von Kaarst und war bis zur Gemeindereform 1975 ein Teil der Gemeinde Büttgen. 1994 erfolgte die Umbenennung des Gymnasiums in Georg-Büchner Gymnasium. Das Gymnasium ist heute vierzügig.
Das in städtischem Eigentum stehende und seit 1984 in der Denkmalschutzliste der Stadt Kaarst geführte Gebäude der Pampusschule dient als Büttgener Zweigstelle der Gemeinschafts-Volkshochschule der Städte Kaarst und Korschenbroich und beherbergt daneben eine katholische Bibliothek und einen max. 100 Personen fassenden Veranstaltungssaal. Das 1902 errichtete Hauptgebäude der Pampusschule, welches 1908 und 1934 durch Anbauten erweitert wurde, ist das älteste Schulgebäude im Gebiet der Stadt Kaarst und wurde bis 1967 als katholische Volksschule genutzt. Auf der Grundlage eines mit der Stadt Kaarst geschlossenen Nutzungs- und Betriebsträgervertrages wird die Pampusschule von der St. Sebastianus-Schützenbruderschaft Büttgen unterhalten.

### Bibliothek
In Büttgen besteht eine öffentliche Bibliothek, die von der katholischen Kirchengemeinde St. Aldegundis unterhalten wird und an 3 Tagen pro Woche geöffnet ist. Eine städtische Bibliothek gibt es in Kaarst nicht.

### Hilfsorganisationen
In Büttgen hat der Löschzug Büttgen der Freiwilligen Feuerwehr Büttgen seinen Sitz, der gemeinsam mit Büttgen auch die bis zur Gemeindereform 1975 zur Gemeinde Büttgen gehörenden Kaarster Ortsteile Driesch, Holzbüttgen und Vorst versorgt. Das ursprünglich genutzte Feuerwehrhaus (errichtet 1955, erweitert 1972, 1990 und 1993) wurde im Februar 2019 durch einen für 5,4 Mio. Euro errichteten Neubau ersetzt.
Der Ortsverein Kaarst-Büttgen e. V. des Deutschen Roten Kreuzes ist dem Kreisverband Grevenbroich des Deutschen Roten Kreuzes angeschlossen. In Büttgen befindet sich eine Fahrzeughalle für Einsatzfahrzeuge, die Unterkunfts- und Ausbildungsräume befinden sich im Bruchweg in Holzbüttgen.

### Kultur
Der im Jahr 2000 gegründete Kinderchor BudiCantamus (ein Kofferwort aus „Budica“ = Büttgen und „Cantamus“ = (lateinisch) wir singen) in Büttgen ist der größte Chor in der Stadt Kaarst und der größte katholische Kinderchor im Rhein-Kreis Neuss. Gründer und Leiter des Chores ist Kantor Dieter Böttcher.

## Persönlichkeiten
- Jan von Werth (1591–1652), Reitergeneral im Dreißigjährigen Krieg
- Johann Theodor Rottels (1799–1882), pädagogischer und philosophischer Schriftsteller, geboren und gestorben in Büttgen
- Franz Josef Rottels (1812–1890), deutscher Reichsgerichtsrat
- Hein Minkenberg (1889–1968), Bildhauer
- Heinrich Ilbertz (1891–1974), Politiker (NSDAP)
- Wilhelm Seitz (1904–1987), Jurist und Politiker (FDP), Bürgermeister der Stadt Neuss
- Udo Hempel (* 1946), Radrennfahrer, Gewinner einer Goldmedaille bei der Olympiade 1972 in München sowie einer Silbermedaille bei der Olympiade 1968 in Mexiko-Stadt
- Herbert Napp (* 1946), Politiker (CDU), Bürgermeister der Stadt Neuss von 1998 bis 2015
- Hans-Hubert Berti Vogts (* 1946), Fußball-Nationalspieler (1967–1978) und deutscher Nationaltrainer (1990–1998)
- Hans-Günter Neues (1950–2016), Fußballspieler und -trainer
- Maria Hartmann (* 1955), Politikerin (Familien-Partei Deutschlands), Bundesvorsitzende vom 13. Mai 2013 bis 22. November 2014
- Klaudia Wick (* 1964), Journalistin, Sachbuchautorin und Fernsehkritikerin
- Andreas Beikirch (* 1970), Bahn- und Straßenrennfahrer, Junioren-Bahnradweltmeister 1988
- Florian Kehrmann (* 1977), Handball-Nationalspieler
- Désirée Brodka (* 1982), Opernsängerin (Sopran)[121]
- Gerhard Apitzsch (1926–2019), Tischtennisspieler, Silbermedaille bei der Tischtennisweltmeisterschaft 2016 im Herren-Doppel in der Altersklasse Ü90[122]
- Günther Schumacher (* 1949), Radrennfahrer, Gewinner jeweils einer Goldmedaille im Bahnvierer bei den Olympischen Spielen 1972 in München und den Olympischen Spielen 1976 in Montreal[123]